# Christophe Leloil
 (octobre 2013).
Si vous disposez d'ouvrages ou d'articles de référence ou si vous connaissez des sites web de qualité traitant du thème abordé ici, merci de compléter l'article en donnant les références utiles à sa vérifiabilité et en les liant à la section « Notes et références ».
Christophe Leloil (ou LeLoiL), né à Caen le 10 juillet 1973 est un trompettiste, bugliste, compositeur et arrangeur de jazz français. Il partage son activité artistique de leader ou sideman avec l'enseignement au conservatoire des Alpes-de-Haute-Provence.

## Biographie
Après avoir essayé le piano, il adopte la trompette à 18 ans. Il étudie au Caen Jazz Action puis au CRR de Caen dont il sort avec un prix en 1997.
Il a joué notamment avec Emmanuel Bex, Pete King, Alain Jean-Marie, Stefano Di Battista, Serge Lazarevitch, Siegfried Kessler, Éric Barret, Sophie Alour, Pierrick Pédron, Denis Leloup, Géraldine Laurent... et en bigs bands sous la direction de Maria Schneider, d’Albert Mangelsdorff (« Franco-allemand de Jazz » de 1997 à 1999) ou Antoine Hervé (UMJ band en 2002). Il est aussi un collaborateur régulier des projets du saxophoniste Raphaël Imbert.
Il a participé à la musique des téléfilms Malaterra et Liberata, respectivement en 2004 et 2005, de l’écrivain et réalisateur Philippe Carrese.
Il dirige en 2008 un sextet qui relit le répertoire enregistré par Booker Little à la fin de sa vie en 1961.
Son disque E.C.H.O.E.S. enregistré en sextet avec Thomas Savy, Carine Bonnefoy, Raphaël Imbert, Simon Tailleu et Cedrick Bec est sorti en 2009 chez AJMI Séries. Il est salué par la critique,,,.
Il sort en 2013 Line4, qui propose une sorte de voyage à travers divers pays jazzistiques. Figurent sur ce disque Carine Bonnefoy, Eric Surmenian et André Charlier. Le disque est apprécié par la critique,,
Il participe également au big band Attica Blues d’Archie Shepp au sein duquel il côtoie Ambrose Akinmusire, Famoudou Don Moye, Tom McClung, Stéphane Belmondo, Reggie Washington ou Darryl Hall (album I hear the Sound est nommé au Gramy awards 2015) et enregistre avec le trio Ligne Sud de Christian Gaubert, Jannick Top et André Ceccarelli. 
En 2019 l'album Les Quatre Vents cosigné avec la pianiste Perrine Mansuy, le contrebassiste Pierre Fenichel et le batteur Fred Pasqua paraît sur le label Laborie Jazz. Il récolte quatre étoiles dans Jazz Magazine et est désigné 'Indispensable' dans Jazz News.
En 2021 l'album OpenMindeD, écrit et enregistré à la faveur de la pandémie, met en valeur un ensemble incluant la chanteuse de chicago Julia Minkin. Jazz Magazine saluera "un superbe quintet" de 4 étoiles dans les colonnes du journal. 

## Discographie

### En tant que leader
- 1999 : Shaw Time!, Christophe LeLoiL Septet

2000 : A Night with Peter King, Christophe LeLoiL Sextet
- 2008 : E.C.H.O.E.S, Christophe LeLoiL Sextet (AJMI séries)
- 2013 : Line4, Christophe LeLoiL Quartet (Label Durance/Orkhestra)
- 2019 : Les Quatre Vents , avec Perrine Mansuy Pierre Fenichel et Fred Pasqua (label Laborie Jazz)
- 2021: OpenMindeD feat. Julia Minkin (Label ONDE)

### En tant que sideman
Avec Christian Gaubert/ Jannick Top/ André Ceccarelli 'Ligne Sud'
- 2016: Lendemains Prometteurs (Cristal records)
- 2019: Musiques de Film et Jazz (Cristal records)

Avec Zama Sou Noogo
- 2000 : Leila (Wangoprod)

Avec David Sauzay
- 2001 : Black Mamba (Ba.Sa)

Avec Nine Spirit
- 2002 : Méditations dans un Cratère (Ideoplurielle prod)

Avec Uranus Bruyant
- 2003 : Yac’h Mat (Buda Music)

Avec Antoine Lisolo
- 2004 : Nearness Project (Coda)

Avec Pepper Pills Big Band
- 2005 : DJ Killer (Penelope 04 records)

Avec Sylvia Versini Octet
- 2005 : Broken Heart (AJMI series)

Avec Raphaël Imbert
- 2006 : Pieces for Christmas peace, Sixtine Groupe (Zig Zag territoires)

Avec Christian Brazier
- 2007 : Sazanami (Celp Musiques)
- 2010 : CircumNavigation (Celp)

Avec Yves Carini
- 2007 : Midnight rendez-vous (Yes music)

Avec Namasté
- 2007 : Good Baba (Interaction)

Avec Archie Shepp Attica Blues Orchestra
- 2013 : "I Hear the Sound" (Archieball)

Avec Mulatu Aztatke
- 2013 "Sketches of Ethiopia" (Jazz Village)